# Yung Hefner
Yung Hefner è un singolo del rapper russo Morgenštern, pubblicato il 20 dicembre 2019.

## Tracce
Testi e musiche di Ališer Tagirovič Morgenštern.
Download digitale
1. Yung Hefner – 2:15

Download digitale – Mjaso Remix
1. Yung Hefner (Club Remix) – 2:28
2. Yung Hefner (Rock Remix) – 2:07

## Classifiche
| Classifica (2020) | Posizione massima |
| ----------------- | ----------------- |
| Estonia           | 33                |
| Lettonia          | 54                |